# دری‌موند
دری‌موند (به هلندی: Driemond) یک روستا در هلند است که در امستردام-زویدوست واقع شده‌است. دری‌موند ۱٬۵۰۰ نفر جمعیت دارد.